# أدولف فينداوس
أدولف فينداوس (بالألمانية: Adolf Windaus) هو كيميائي ألماني ولد في 25 ديسمبر 1876 في برلين وتوفي في 9 يونيو 1959.
نال جائزة نوبل في الكيمياء سنة 1928 نظراً لأبحاثه في علاقة الستيرولات بالفيتامينات.

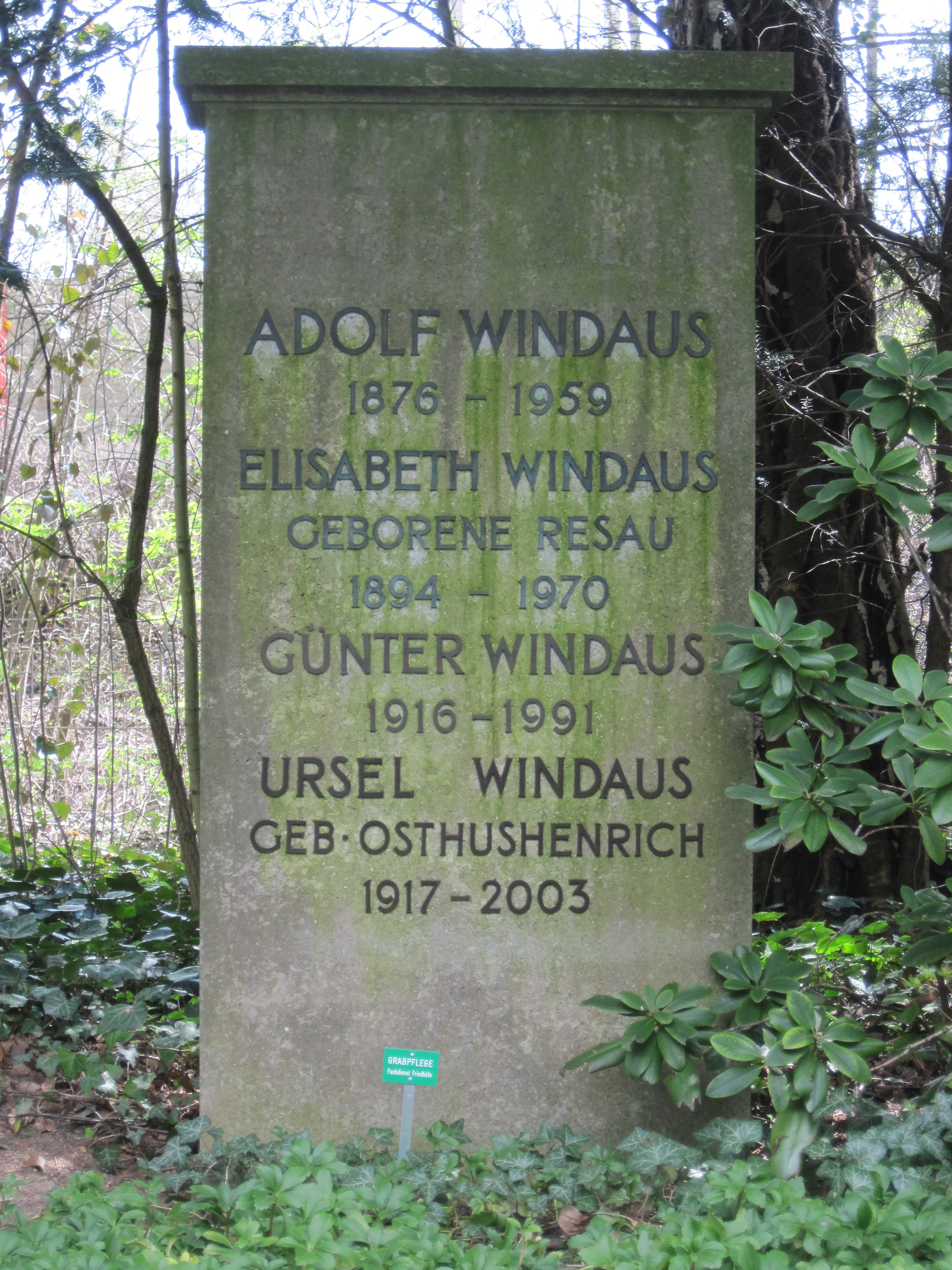
قبر أدولف ويندوس في غوتنغن

اهتم أولا بالأدب ولكنه انصرف لدراسة الطب في سنة 1895. تأثر بمحاضرات الفائز بجائزة نوبل إميل فيشر. التقى بأوتو ديلس الذي فاز بجائزة نوبل سنة 1950 وعقد معه صداقة متينة. في سنة 1901 ذهب إلى فرايبورغ حيث قام بأبحاث حول الكوليسترول. في سنة 1906 بدأ في التدريس في جامعة إنسبروك ومن ثم في جامعة غوتينغن بين 1915 و 1944.

## وصلات خارجية
- أدولف فينداوس على موقع الموسوعة البريطانية (الإنجليزية)
- أدولف فينداوس على موقع مونزينجر (الألمانية)
- أدولف فينداوس على موقع إن إن دي بي (الإنجليزية)